# Cammino
Cammino (укр. «Шлях») — пісня італійського співака і кіноактора Адріано Челентано з альбому «Il re degli ignoranti» 1991 року.

## Історія
«Cammino» є десятим треком студійного альбому Адріано Челентано «Il re degli ignoranti» («Король невігласів») 1991 року. Пісня є ремейком однойменної пісні з альбому Челентано «Atmosfera» 1983 року. Варіант пісні 1991 року відрізняється від свого оригіналу більш «усучасненим» аранжуванням, яке було створене Лукою Черсосімо (раніше працював в команді Джованотті). Автором тексту обидвох версій «Cammino» був Челентано, він же написав музику її первісного варіанту. Мелодія «Cammino» представлена поп-роком. Під час запису «Cammino» Челентано залучив своїх дітей для бек-вокалу — сина Джакомо, дочок Розіту та Розалінду. На початку пісні присутні слова дружини співака — Клаудії Морі. «Cammino» є маловідомою піснею у творчості Челентано, вона не потрапила до чартів та до жодної збірки співака й не виконувалася ним наживо, до неї не був знятий відеокліп.

## Концепція
Пісня має релігійно-філософську складову, у ній співак каже про те, що людині треба весь час бути у діяльності і рухатися вперед, словами Ісуса Христоса «Встань і йди», як це написано у Євангелії від Луки. Челентано є католиком й з 1960-х років він записав низку релігійних пісень, зокрема «Preghero» («Я буду молитися») та «Chi era Lui» («Ким був він»). Також, Челентано, який все життя засуджував судасну забудову міст та глобалізацію світу, порушує цю тему й в «Cammino», зокрема словами:
Екскаватори знесли Колізей,
І на його місці був великий палац зі скла,
І світ більше не ділився на народи, а лише на палаци,
Численні палаци без назви.
І в Італії теж більше не було числа,
І хтось сказав, що, можливо, вона ніколи не існувала.

## Трек-лист
«Il re degli ignoranti»
| #  | Назва            | Автор                             | Тривалість |
| -- | ---------------- | --------------------------------- | ---------- |
| 1. | «Cammino» (Шлях) | Адріано Челентано, Лука Черсосімо | 6:16       |

## Сингл
Пісня вийшла як «Б-сторона» синглу «Fuoco», випущеного 1991 року на CD та на 7- і 12-дюймових LP (на стороні «Б») в Італії і Німеччині, під лейблами «Clan Celentano» і «CGD». Сингл мав аналогічну обкладинку альбому «Il re degli ignoranti».

### Видання
| Назва               | Лейбл          | Маркування   | Країна    | Рік  |
| ------------------- | -------------- | ------------ | --------- | ---- |
| Fuoco/Cammino (7")  | CGD            | 9031-75249-7 | Європа    | 1991 |
| Fuoco/Cammino (12") | CGD            | 9031-75250-0 | Німеччина | 1991 |
| Fuoco/Cammino (7")  | CGD            | 9031-75250-0 | Німеччина | 1991 |
| Fuoco/Cammino (CD)  | Clan Celentano | 9031-75250-2 | Європа    | 1991 |

## Учасники запису
- Вокал — Адріано Челентано
- Аранжування — Адріано Челентано, Давід Романі, Енріко Ла Фальче, Лука Черсосімо
- Продюсер — Адріано Челентано
- Бек-вокал — Джакомо Челентано, Паола Чіппі, Розалінда Челентано, Розіта Челентано